# Ton Scherpenzeel
Ton Scherpenzeel (Hilversum, 6 augustus 1952) is een Nederlands toetsenist. Hij is vooral bekend als toetsenist en songwriter van de Nederlandse progressieve-rockband Kayak.

## Loopbaan
Toen Scherpenzeel 16 jaar oud was begon hij contrabas en piano te studeren aan het Muzieklyceum van Hilversum. Rond die tijd begon hij samen met Pim Koopman een band, de High Tide Formation, die later de basis zou vormen voor de band Kayak. Scherpenzeel begon in die band als pianist en basgitarist, maar legde zich later toe op toetsen en achtergrondzang.
Na de (naar later zou blijken tijdelijke) breuk van Kayak in 1982 begon Ton te spelen in de band Europe (niet te verwarren met de Zweedse band met dezelfde naam). Binnen een jaar werd deze band opgeheven.
Vanaf 1983 werd Scherpenzeel de vaste toetsenist van de Britse band Camel. Na twee jaar legde hij deze taak naast zich neer, al bleef hij wel zo nu en dan bijdragen leveren aan albums van de band. Ook maakte hij een aantal soloalbums en werkte hij met organist Klaas Jan Mulder samen in het Kajem-project om een brug te slaan tussen klassieke muziek en rock- en popmuziek. Ook met organist Sander van Marion werkte hij samen. 
In diezelfde tijd begon Scherpenzeel zich bezig te houden met verschillende Nederlandse projecten. Hij werd de vaste muziekschrijver van Youp van 't Hek, speelde als studiomuzikant op albums van Liesbeth List en Circus Custers en produceerde albums van onder andere Earth & Fire (waarvan hij ook enige tijd lid is geweest), Harry Sacksioni, Maywood en Flairck. Ook schreef hij muziek voor Kinderen voor Kinderen, Jeugdtheater Hofplein, Opus One en de musical Kruimeltje. Hij heeft ook filmmuziek gecomponeerd.
Scherpenzeel speelde als gastmuzikant een toetsensolo op het Ayreon-album Into the Electric Castle (1998).

## Discografie
Soloalbums
- Le carnaval des animaux, 1978
- Heart of the universe, 1984
- Virgin grounds, 1991; artiestennaam Orion; heruitgave in 2023
- The lion's dream, 2013
- Velvet armour, 2021
- Achter de schermen, 2024